# Miklavec (priimek)
Miklavec je priimek več znanih Slovencev:
- Albert Miklavec (1928—1996), pesnik, zamejski duhovnik
- Anton Miklavec (1867—1948), gospodarstvenik in narodni delavec
- Bruno Miklavec (*1943), gospodarstvenik
- Damijan Miklavec, rokometaš
- Davorin Miklavec (*1950), jadralec
- Filip Miklavec (1863—1910), ljudski pisatelj
- Ivan Miklavec (1905—1969), slikar, grafik, oblikovalec tekstilnih vzorcev
- Marijan Miklavec (1938—2019), slikar samouk in likovni organizator
- Mitja Miklavec (*1960), polkovnik SV, vojaški diplomat
- Peter Miklavec (1859—1918), publicist in prevajalec
- Vid Miklavec, rokometaš